# Репарє
Репарє (словен. Reparje) — поселення в общині Церкниця, Регіон Нотрансько-крашка, Словенія. Висота над рівнем моря: 632,4 м.